# When You're Through Thinking, Say Yes
When You're Through Thinking, Say Yes är bandet Yellowcards sjunde studioalbum, som släpptes den 22 mars 2011. Namnet på albumet kommer från ett SMS som bandets sångare Ryan Key skickade till en flicka.

## Låtlista
All sångtext är skriven av Ryan Key, alla låtar är komponerade av Yellowcard.
| Nr           | Titel                    | Längd |
| ------------ | ------------------------ | ----- |
| 1.           | The Sound of You and Me  | 4:36  |
| 2.           | For You, and Your Denial | 3:33  |
| 3.           | With You Around          | 3:01  |
| 4.           | Hang You Up              | 4:02  |
| 5.           | Life of Leaving Home     | 3:24  |
| 6.           | Hide                     | 3:12  |
| 7.           | Soundtrack               | 3:35  |
| 8.           | Sing for Me              | 3:54  |
| 9.           | See Me Smiling           | 3:50  |
| 10.          | Be the Young             | 3:56  |
| Total längd: | Total längd:             | 37:03 |